# Hala Hussein
Hala Saddam Hussein (f. 1979) er den tredje og yngste datter af Iraks tidligere præsident, Saddam Hussein og hans første kone, Sajida Talfah. 
Hun er søster til Uday, Qusay, Raghad og Rana Hussein. 
Hala blev tvangsgift med General Kamal Mustafa Abdallah Sultan al-Tikriti, da hun var 19 år gammel, og sammen har de to børn. Hun forlod Irak i 2003, da George W. Bush beordrede familien Hussein ud af Irak inden 48 timer.